# Armia „Karpaty”
Armia „Karpaty” – związek operacyjny Wojska Polskiego utworzony 11 lipca 1939, istniejący podczas kampanii wrześniowej 1939. Od 6 września przemianowany na Armię „Małopolska”.
W czasie kampanii wrześniowej armia dowodzona przez gen. dyw. Kazimierza Fabrycego początkowo posiadała w swym składzie 2. i 3 Brygadę Piechoty Górskiej z zadaniem osłony granicy ze Słowacją. Od 5 września wzmacniana oddziałami 11. i 24 Dywizji Piechoty przeznaczonymi do utworzenia drugiej linii obronnej. Armia nie odegrała większej roli w osłonie granicy południowej, ani w ustabilizowaniu frontu na Sanie. Jedynie podporządkowana jej 10 BK skutecznie opóźniała niemiecki XXII Korpus Pancerny. W składzie Frontu Południowego dywizje karpackie, wzmocnione 38 DP ruszyły w kierunku na Lwów. W wyniku krwawych walk w Lasach Janowskich i nad Wereszycą uległy rozbiciu i do miasta nie dotarły.

## Geneza i planowanie walki
Armia „Karpaty” gen. dyw. Kazimierza Fabrycego otrzymała zadanie dopiero 11 lipca 1939. Marszałek Rydz-Śmigły liczył się z przedłużeniem południowego skrzydła operacji przez teren Słowacji, a w pewnych warunkach – w dalszym okresie wojny – przez Węgry. Do zadań armii należało:
- osłonić centralny okręg przemysłowy oraz skrzydło i tyły Armii „Kraków” przez zamknięcie na kierunkach wyprowadzających ze Słowacji na Rzeszów i Kraków przejść w Karpatach, rozpoznanie nieprzyjaciela i energiczne przeciwstawienie się mu począwszy od samej granicy; utrzymywać łączność z Armią „Kraków”,
- dozorować kierunki wyprowadzające z Węgier na Małopolskę Wschodnią, a w szczególności na zagłębie naftowe Borysław, organizując dozór na przejściach karpackich i opóźnianie rozporządzalnymi siłami.

Szerokość odcinka Armii wynosiła 350 km, w tym odcinka słowackiego 150 km.

## Działania w kampanii wrześniowej
Armia „Karpaty”, wraz z Armią „Kraków”, według strategicznej koncepcji obrony miały stanowić oś odwrotu wszystkich sił zmierzających z północy i zachodu w kierunku południowo-wschodnim. Front południowy, którego trwałość miała gwarantować linia Karpat, już pierwszego dnia wojny został zaatakowany przez Niemców na równi z innymi frontami. Siły Armii „Karpaty” w momencie wybuchu wojny składały się, poza: 1 pp KOP „Karpaty”, 2 pp KOP „Karpaty”, 1 pułku Strzelców Podhalańskich i batalionu KOP „Żytyń”, wyłącznie z batalionów Obrony Narodowej. Karpackich batalionów ON nie uwzględniono w planach mobilizacyjnych, a w związku z tym weszły do walki praktycznie w stanach przewidzianych w czasie pokoju, będąc tylko prowizorycznie wzmocnionymi. Na 19 batalionów aż 17 było typu I, czyli bez ciężkiej broni maszynowej, łączności i taborów. Wycofano z nich także młodszych oficerów i podoficerów i zastąpiono kadrą ze stanu spoczynku i starszymi wiekiem oficerami. W walce z niemieckimi wyborowymi dywizjami alpejskimi, w dużej części zmotoryzowanymi, ich szanse na odparcie wroga były znikome.
Już w pierwszym dniu wojny w kierunku na Czorsztyn zaatakowała niemiecka 4 Dywizja Lekka, a za nią część oddziałów 2 Dywizji Strzelców Górskich, które poprzez obejście od zachodu chciały zdobyć Krościenko. Inna część tej dywizji, poprzedzona przez wojska słowackie, atakowała w kierunku na Szczawnicę i Obidzę. Przez Kamienicę i Łącko posuwały się oddziały 4 DLek, oskrzydlając armię od północy. Działania tej dywizji na kierunku Tymbark – Limanowa groziły rozdzieleniem Armii „Kraków” i „Karpaty”. W takim położeniu, dla wzmocnienia siły bojowej, szef sztabu Armii „Karpaty” (płk dypl. W. Morawski) domagał się od Naczelnego Dowództwa wyładowania części w dalszym ciągu transportowanych na zachód wojsk, choć Armia „Kraków” była już w odwrocie. Dowództwo zgodziło się wprawdzie 5 września na wyładowanie 11 DP i 24 DP, jednak wobec trudności organizacyjnych proces ten przebiegał w sposób chaotyczny i wręcz nieprzemyślany. W nocy z 4 na 5 września wycofano wojska spod Limanowej i Tymbarku i skierowano do obrony Nowego Sącza, pod który dochodziły z południa oddziały niemieckiej 2 DSG.
W kolejnych dniach front Armii został rozcięty, w dużej mierze z winy błędnych decyzji dowódcy Armii. 6 września polecił on 24 DP wycofanie z linii Dunajca i oddanie Tarnowa, pomimo tego, że na wschodnim brzegu rzeki znajdowała się jeszcze GO Boruta, która w efekcie musiała walczyć o możliwość przejścia przez Dunajec. Odsłonięto w ten sposób główną oś komunikacyjną Małopolski (Kraków – Rzeszów – Lwów), co mogłoby przynieść Armii katastrofę, gdyby nie uwikłanie się sił niemieckich (2 DPanc) w walki z GO „Boruta” i gdyby nie ofiarna postawa 10 BKZmot., która przesunięta rozkazem gen. Boruty-Spiechowicza do odwodu w rejonie Radomyśla Wielkiego mogła natychmiast podjąć wyprzedzający marsz pod odsłonięty Rzeszów. Na lewej flance zamiast nakazać 11 DP zaangażowanie w walce (głównie poprzez wsparcie ogniem posiadanej artylerii) na rzecz słabych brygad górskich (2 i 3 BG), Fabrycy nakazał dowódcy tej dywizji oszczędzać się aż do osiągnięcia linii Sanu. Przyniosło to w efekcie zmarnowanie wysiłków postawionych przed niewykonalnymi zadaniami 2 i 3 BG, ich rozproszenie i umożliwiło przeciwnikowi osiągnięcie wielkich sukcesów relatywnie niewielkimi siłami. Podobnie nie zadbano o koordynację działań 11 DP z 24 DP w celu zaatakowania z flanki na niemieckiej 2 DG.

## Obsada personalna Dowództwa Armii 1 września 1939
Dowództwo
- dowódca armii – gen. dyw. Kazimierz Fabrycy
- oficer ordynansowy – rtm. Romuald Dąbrowski
- oficer sztabowy do zleceń – mjr dypl. kaw. Włodzimierz Kasperski
- oficer do zleceń – ppor. rez. Paweł Sapieha
- dowódca artylerii – płk Karol Ignacy Nowak
- dowódca saperów – ppłk Arkadiusz Kazimierz Balcewicz
- dowódca lotnictwa – ppłk dypl. pil. Olgierd Tuskiewicz
- dowódca obrony plot – ppłk dypl. Kazimierz Sokołowski

Sztab Armii
- szef sztabu – płk dypl. Witold Dzierżykraj-Morawski
- szef Oddziału I – ppłk dypl. Tadeusz Zdzisław Jakubowski
- szef Oddziału II (wywiadowczego) – ppłk dypl. Bronisław Noël
- szef Oddziału III (operacyjnego) – ppłk dypl. Bronisław Maszlanka
- szef Oddziału IV – ppłk dypl. Emil Gruszecki
- dowódca łączności – ppłk Wiktor Bernacki
- kwatermistrz – ppłk dypl. Stanisław Pstrokoński
- dowódca żandarmerii – ppłk mgr Kazimierz Chodkiewicz
- szef sprawiedliwości – mjr aud. Tadeusz Borkowski
- szef sądu polowego – mjr Jan Franciszek Krynicki
- szef służby zdrowia – płk dr. Tomasz Krzyski
- szef służby weterynaryjnej – NN
- szef łączności – ppłk Wiktor Bernacki
- szef komunikacji – mjr dypl. Edward Maliszewski
- szef taborów – mjr Stanisław Tutaj
- szef uzbrojenia – kpt. uzbr. Feliks Lemieszek
- szef intendentury – mjr int. z wsw Wilhelm Rolland
- komendant kwatery głównej – kpt. Hieronim Kędzierski

## Ordre de Bataille Armii Karpaty 1 września 1939
- Dowództwo Armii „Karpaty”
- Kwatera Główna Armii
  - kompania asystencyjna nr 205
  - pluton pieszy żandarmerii nr 141

- Grupa Operacyjna „Jasło”
  - 2 Brygada Górska
  - 3 Brygada Górska

- Odcinek „Węgry”
  - 216 pułk piechoty (rezerwowy)

Lotnictwo i OPL Armii
- 31 eskadra rozpoznawcza
- 56 eskadra obserwacyjna
- pluton łącznikowy nr 5
- kompania lotniskowa Nr 2
- pododdział parkowy „Krosno”
- samodzielny patrol meteorologiczny nr 164

Saperzy
- 1 kompania 11 batalionu saperów
- 1 kompania 22 batalionu saperów
- rezerwowa kompania saperów nr 124
- rezerwowa kompania saperów nr 125
- Dowództwo Grupy Fortyfikacyjnej nr 2

Łączność
- kompania radio nr 15
- kompania stacyjna nr 19
- kompania telefoniczno-budowlana nr 21
- kompania telefoniczno-kablowa nr 32
- kompania telefoniczno-kablowa nr 33
- drużyna gołębi pocztowych nr 18

Jednostki podporządkowane dowódcy armii w toku kampanii:
- 11 Dywizja Piechoty
- 24 Dywizja Piechoty
- 38 Dywizja Piechoty (Rezerwowa)
- 46 dywizjon artylerii ciężkiej
- 47 dywizjon artylerii ciężkiej